# Österreicher-Topf
Als so genannter „Österreicher-Topf“ wird die Bereitstellung von Fördergeld für die Vereine der österreichischen Fußball-Bundesliga bezeichnet mit dem der Ausländeranteil österreichischer Fußballklubs begrenzt und der Einsatz von Fußballspielern aus Österreich gefördert werden soll.
Beschlossen wurde die Einführung des „Österreicher-Topfes“ auf einer Konferenz der Ligapräsidenten in der Fußballsaison 2004/2005. Sinn und Zweck dieses Topfes war es, den aufgrund des EU-weit wirkenden Bosman-Urteils stetig ansteigenden Anteil von ausländischen Fußballspielern in den Spielen diverser österreichischer Fußballklubs entgegenzuwirken.
Die Vereinbarungen sahen vor, dass für ein Spiel der österreichischen Bundesliga (damals acht – mittlerweile zwölf von achtzehn) zuerst Fußballspieler aus Österreich zum Einsatz kommen sollten. Jene Fußballklubs, die dieser Regelung folgten, sollten als „Belohnung“ dafür finanziell unterstützt werden.

## Finanzierung
Die Kosten für den „Österreicher-Topf“ übernehmen die Fußball-Bundesliga in Österreich und der Österreichische Fußballbund (ÖFB). Die Bundesligavereine übernehmen allerdings mit rund 80 % den finanziellen Löwenanteil.

## Auszahlung der Fördermittel
Entscheidend für die Höhe der Auszahlungssumme an den jeweiligen Verein sind die Einsatzminuten des österreichischen Fußballspielers.

## Fußball-Legionäre
Nach dem so genannten Bosman-Urteil stieg die Anzahl der Fußball-Legionäre auch in Österreich. Spielten in der österreichischen Bundesliga zuvor nur 33 Fußball-Legionäre, waren es danach schnell knappe 100. Mit der Einführung des „Österreich-Topfes“ kamen auch wieder mehr österreichische Fußballspieler zum Spieleinsatz und die Anzahl der Fußball-Legionäre sank. Sämtliche Fußballklubs in Österreich nutzten diese Fördermittel als zusätzliche Einnahmequelle. Lediglich der FK Austria Wien, in der Frank-Stronach-Ära und aktuell Red Bull Salzburg verzichte(te)n aufgrund deren Finanzmäzen auf die finanzielle Unterstützung aus dem „Österreich-Topf“, aber missachteten auch die damit verbundenen Regelungen. So hatte beispielsweise der FC Red Bull Salzburg am 8. Dezember 2009 immerhin 21 Fußball-Legionäre in seinem 29-Mann Spieler-Kader.